# Isabel Charisius
Isabel Charisius es una violista clásica y profesora de universidad. Fue miembro del Cuarteto Alban Berg y profesora en las academias de música de Colonia y Berlín.

## Carrera
Charisius se ha centrado en la música de cámara. Tocó la viola en el Cuarteto Alban Berg desde 2005, tras la muerte de Thomas Kakuska y atendiendo a sus deseos, hasta su disolución.
Charisius fue conferenciante en el Musikhochschule Köln de 2005 a 2013. Ha sido profesora de viola y música de cámara en el Hochschule Luzern. Ha dado clases magistrales en el Guildhall School of Music and Drama en Londres, el Britten-Pears en Aldeburgh y en la Universidad de las Artes de Berlín.